# Tencent
Tencent Holdings Limited (chiń. 腾讯控股有限公司) – chińska międzynarodowa korporacja technologiczna i inwestycyjno-holdingowa. Działalność skupia się na nowoczesnych technologiach i Internecie. Jej filie zapewniają różnego rodzaju usługi i produkty zarówno w Chinach, jak i na całym świecie. Główną siedzibą jest Shenzhen w Delcie Rzeki Perłowej.
Tencent jest największą na świecie korporacją inwestycyjną, jedną z największych firm internetowych i technologicznych, a także największą firmą z branży gier i mediów społecznościowych na świecie. Jego liczne usługi obejmują sieci społecznościowe, muzykę, portale internetowe, e-commerce, gry mobilne, usługi internetowe, systemy płatności, smartfony i gry online dla wielu graczy, które należą do największych i najbardziej popularnych na świecie. Oferta w Chinach obejmuje komunikator Tencent QQ i jeden z największych portali internetowych QQ.com. Mobilna usługa czatu WeChat pomogła zwiększyć ciągłą ekspansję Tencenta w usługach na smartfony i została uznana za jedną z najpotężniejszych aplikacji na świecie. Korporacja jest również właścicielem większości chińskich serwisów muzycznych (Tencent Music Entertainment), z ponad 700 milionami aktywnych użytkowników i 120 milionami płatnych subskrybentów.
Tencent kontroluje setki spółek zależnych w wielu branżach i obszarach, tworząc szerokie portfolio własności, w tym w handlu elektronicznym, handlu detalicznym, grach komputerowych, oprogramowaniu, rzeczywistości wirtualnej, współużytkowaniu pojazdów, bankowości, usługach finansowych, fintech, technologia konsumencka, technologia komputerowa, motoryzacja, produkcja filmów, sprzedaż biletów, produkcja muzyczna, technologia kosmiczna, zasoby naturalne, smartfony, duże zbiory danych, rolnictwo, usługi medyczne, przetwarzanie w chmurze, media społecznościowe, IT, reklama, media streamingowe, sztuczne wywiady, robotyka, UAV, dostawa żywności, usługi kurierskie, e-booki, usługi internetowe, edukacja i energia odnawialna. Jest to jedna z najaktywniejszych korporacji inwestycyjnych na świecie, ostatnio koncentrująca się na start-upach w rozwijającej się azjatyckiej scenie technologicznej.
Korporacja jest w posiadaniu udziałów wielu przedsiębiorstw, m.in. Riot Games, Supercella, Epic Games, Miniclipa i Grinding Gear Games.
CEO Tencentu jest Ma Huateng, znany też jako Pony Ma – jeden z najbogatszych ludzi w Azji.
Największym udziałowcem jest południowoafrykański koncern medialny Naspers, który wykupił 46,5% udziałów Tencentu za 32 mln dolarów w 2001, a w listopadzie 2024 posiadał 25,65% udziałów o łącznej wartości 123 mld dolarów. W czerwcu 2019 udziały te, ulokowane w spółce Myriad International Holdings, przejęła spółka zależna Prosus z siedzibą w Holandii, utworzona w tym czasie w ramach przekształcenia Naspersu w przedsiębiorstwo branży internetowej.
W 2017 Tencent nabył około 5% udziałów Tesli, stając się jednym z jej głównych akcjonariuszy. Udziały zostały sprzedane do stycznia 2023.